# Clovesuurdameredeor
Clovesuurdameredeor is een geslacht van uitgestorven machimosauride thalattosuchia uit het Midden-Jura (Bathonien) van Engeland.

## Taxonomie
De typesoort van Clovesuurdameredeor, C. stephani, werd oorspronkelijk door Hulke (1877) beschreven als een nieuwe soort Steneosaurus, S. stephani. Vignaud (1995) beschouwde het als een synoniem van Yvridiosuchus boutilieri (Steneosaurus boutilieri van zijn gebruik), maar Johnson et al. (2019, 2020) ontdekten dat S. stephani zich onderscheidde van Yvridiosuchus en richtte het geslacht Clovesuurdameredeor op voor S. stephani.